# Dorfkirche Chorin

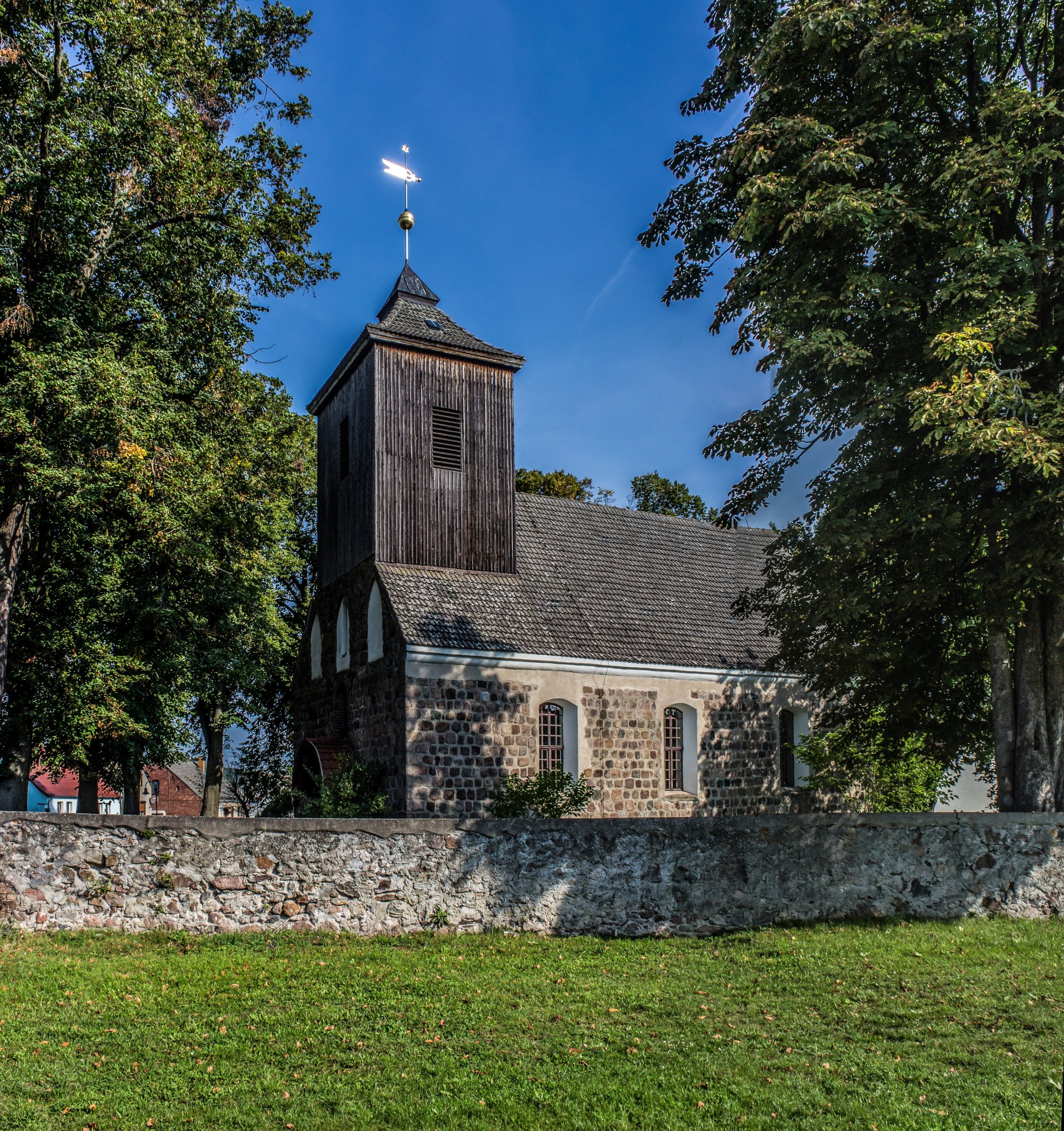
Dorfkirche Chorin

Die evangelische Dorfkirche Chorin ist eine gotische Saalkirche in Chorin im Landkreis Barnim in Brandenburg. Sie gehört zur Kirchengemeinde Brodowin-Chorin im Kirchenkreis Barnim der Evangelischen Kirche Berlin-Brandenburg-schlesische Oberlausitz.

## Lage
Die Choriner Dorfstraße führt von Südwesten kommend in nordöstlicher Richtung durch den Ort. Sie spannt einen Dorfanger auf, auf dem sich mittig die Kirche befindet, die mit einer Mauer aus unbehauenen Feldsteinen eingefriedet ist.

## Geschichte und Architektur

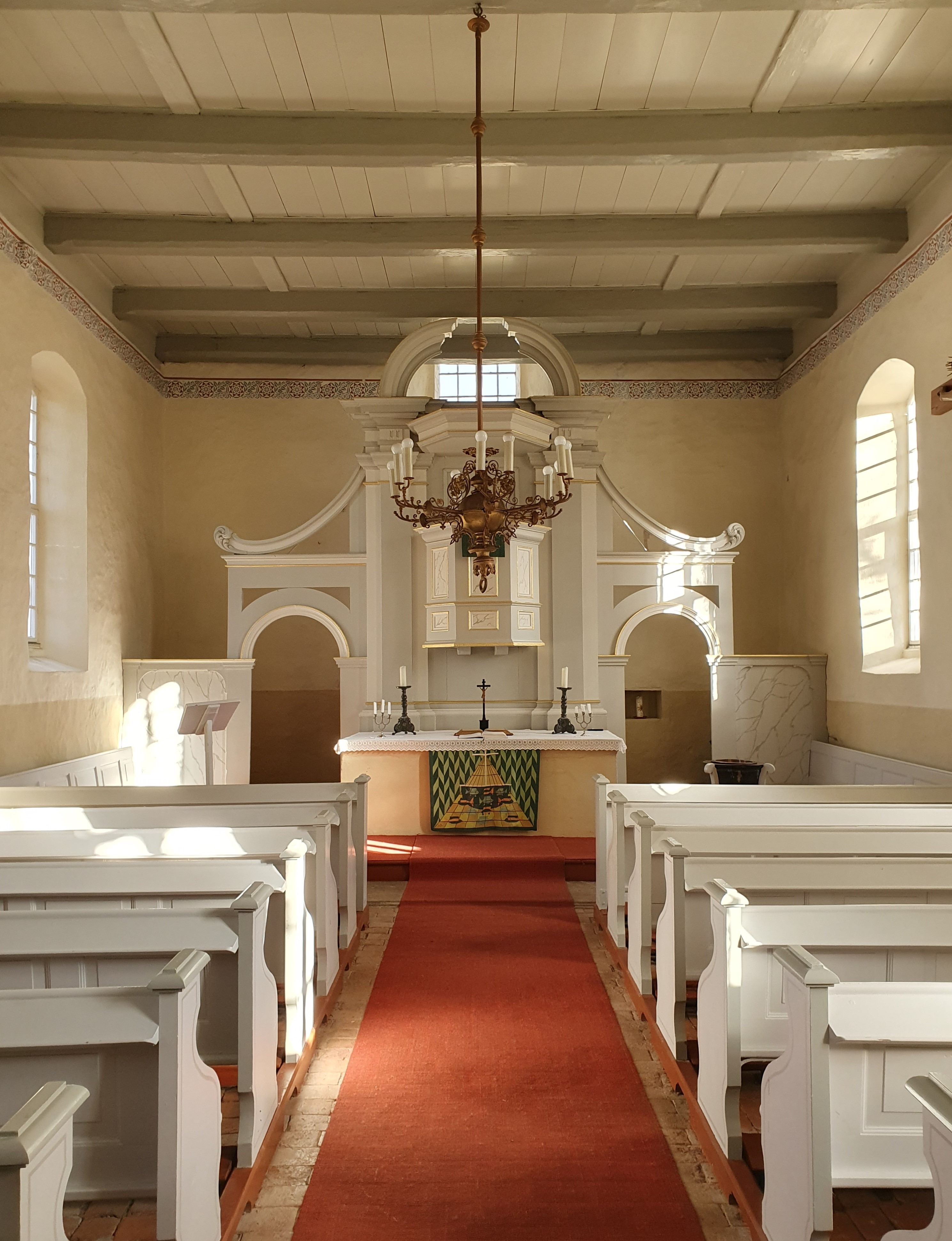
Innenansicht

Die Dorfkirche ist eine kleine rechteckige Saalkirche aus sorgfältig ausgeführtem Feldsteinmauerwerk, die vermutlich zwischen 1230 und 1250 entstand und im 18. Jahrhundert um einen verbretterten westlichen Dachturm ergänzt wurde. Dem Pfarrer standen 1375 insgesamt vier, der Kirche eine Hufe zu. Die Pfarrhufen waren 1573 verpachtet; der Pfarrer erhielt 32 Scheffel Meßkorn; die Kirche besaß vier Morgen Land, einen wüsten Hof sowie drei Stück Land von insgesamt acht Morgen. Das Bauwerk brannte im Dreißigjährigen Krieg bis auf die Grundmauer ab, wurde aber bereits 1688 wieder aufgebaut. Maßgeblich hierfür waren ausweislich einer Inschrift in einem Deckenbalken „Die beide(n) Vorsteher der Kirchen Jacobus Berlin und Joachim Kinast“. Sie ließen die Fenster stichbogig vergrößern und einen nachreformatorischen Kanzelaltar aufstellen.
Der Kirchturm war zunächst in Fachwerk ausgeführt und wurde bei einer Sanierung im 19. Jahrhundert aus Kostengründen verbrettert. Im Jahr 1954 erfolgte eine Restaurierung. Das Nordportal ist vermauert; über dem Westportal sind drei breite Feldsteinblenden angeordnet; die Spitzbogenschlüsse aus Backstein und das kleine Rundbogenfenster stammen aus dem 19. Jahrhundert. Der Ostgiebel ist mit einer gestaffelten, spitzbogigen Drillingsblende versehen, die von gekuppelten Spitzbogenblenden flankiert wird; das ehemals spitzbogige Ostfenster reicht bis in den Giebel, sein Abschluss schneidet in die Drillingsblende ein. Daher wird angenommen, dass das Fenster und/oder die Blenden im Giebel nachträglich verändert wurden. Das Innere wird durch eine Balkendecke mit der Jahreszahl 1688 abgeschlossen; aufgrund des Ostfensters ist anzunehmen, dass das Innere einst durch ein hölzernes Tonnengewölbe abgeschlossen war. Im Westen ist eine Empore mit vorgezogenem Mittelteil angebracht. Im Jahr 2022 ist ein Austausch des Streichbalkens erforderlich, der sich über die gesamte Gebäudebreite zieht und eine statisch wichtige Funktion erfüllt.

## Ausstattung

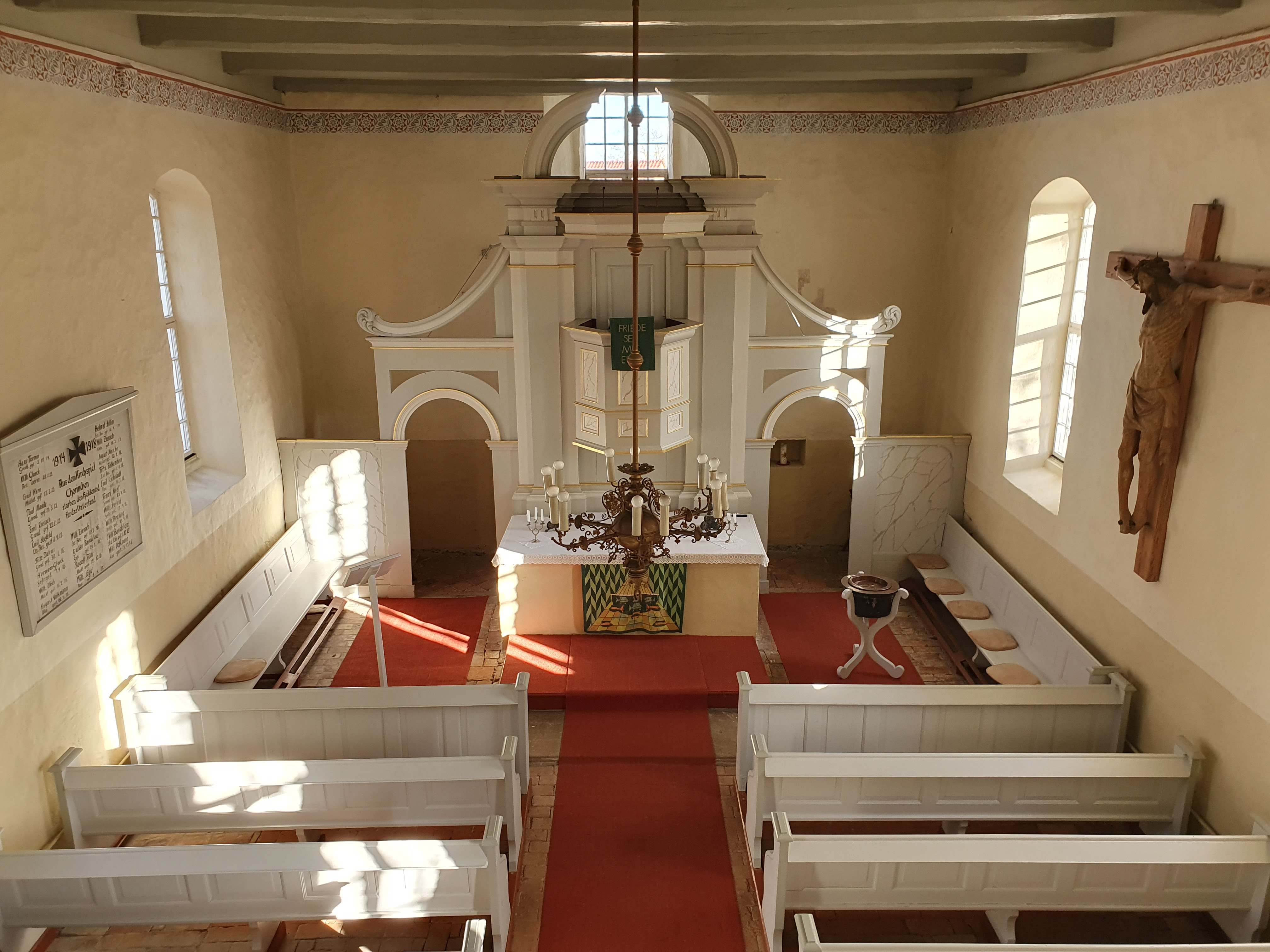
Blick von der Empore, rechts Kruzifixus aus dem Kloster

Eine „gut proportionierte“ hölzerne Altarwand mit polygonaler Kanzel und seitlichen Durchgängen stammt vom Ende des 17. Jahrhunderts. Ein „qualitätvoller“ großer Kruzifixus aus Holz mit Resten der Farbfassung auf einem erneuerten Kreuz ist auf die Zeit um 1400 datiert und wurde vermutlich bei der Säkularisation im Jahr 1662 aus dem Kloster Chorin hierher gebracht. Er ist mit hoher Wahrscheinlichkeit das einzige erhaltene Stück der inneren Ausstattung der Klosterkirche. Ein Inschriftgrabstein von 1775 liegt vor dem Altar. Ein silbervergoldeter Kelch mit Patene stammt aus dem Jahr 1711, eine kupferne Taufschale von 1680. Ein Leuchterpaar aus Zinn wurde 1707 gefertigt. Im Turm hängen zwei Eisenglocken, welche 1958 gegossen wurden.

## Orgel
Die Orgel ist ein Werk von Alexander Schuke Potsdam Orgelbau aus dem Jahr 1968 mit sechs Registern auf einem Manual und Pedal. Die Disposition lautet:
| Manual C–f3 |      |
| Gedackt     | 8′   |
| Principal   | 4′   |
| Rohrflöte   | 4′   |
| Waldflöte   | 2′   |
| Scharff III | (1′) |

| Pedal C–d1 |     |
| Pommer     | 16′ |

- Koppeln: Pedalkoppel.